# 12-Meter-Band
Als 12-Meter-Band bezeichnet man den Frequenzbereich von 24,89 MHz bis 24,99 MHz. Er liegt im Kurzwellenspektrum und ist ein WARC-Band. Der Name leitet sich von der ungefähren Wellenlänge dieses Frequenzbereiches ab.

## Ausbreitungsbedingungen
Das 12-Meter-Band ist sehr von der Sonnenaktivität abhängig. Bei guten Bedingungen sind tagsüber DX-Verbindungen möglich, nachts ist fast keine Bandöffnung vorhanden. Während des Sonnenfleckenminimums sind Verbindungen interkontinentaler Art seltener möglich. 

## 12-Meter-Amateurband

### Bandplan
Der Amateurfunk-Bandplan sieht in der IARU-Region1 wie folgt aus:
| Frequenzbereich   | max. Bandbreite | Nutzung                                                        |
| ----------------- | --------------- | -------------------------------------------------------------- |
| 24,890–24,915 MHz | 200 Hz          | CW, Aktivitätszentrum QRP 24906 kHz                            |
| 24,915–24,925 MHz | 500 Hz          | Schmalband, Digimode, FT8 24,915 MHz                           |
| 24,925–24,929 MHz | 500 Hz          | Schmalband, Digimode, automatisch arbeitende Stationen         |
| 24,929–24,931 MHz | –               | Internationales Baken-Projekt, kein Sendebetrieb               |
| 24,931–24,940 MHz | 2700 Hz         | alle Betriebsarten, Digimode, automatisch arbeitende Stationen |
| 24,940–24,990 MHz | 2700 Hz         | alle Betriebsarten                                             |